# Nom-Klao-Maharaj-Stadion
Das Nom-Klao-Maharaj-Stadion (Thai: สนามกีฬาน้อมเกล้ามหาราช) ist ein Fußballstadion in der thailändischen Stadt Kabin Buri. Es ist die Heimspielstätte des Fußballvereins Kabin United FC, der momentan in der Thai League 3, der dritthöchsten Liga des Landes, spielt. Das Stadion hat ein Fassungsvermögen von 3000 Personen.